# أندي كينيدي
أندي كينيدي (بالإنجليزية: Andy Kennedy)‏ (8 أكتوبر 1964 إستيرلينغ المملكة المتحدة - ) هو لاعب كرة قدم بريطاني يلعب كمهاجم.